# Manoir de Chanceaux
Le manoir de Chanceaux est un édifice situé à Saint-Jouin-de-Blavou, en France.

## Localisation
Le monument est situé dans le département français de l'Orne, à 2 km à l'est du bourg de la commune de Saint-Jouin-de-Blavou.

## Architecture
Le manoir et sa chapelle sont classés au titre des monuments historiques par arrêté du 22 mai 1978.